# Gele man met karretje
Gele man met karretje is een werk van de Belgische kunstenaar Roger Raveel, geschilderd in het begin van zijn carrière, in 1952. Het werk behoort tot de permanente expositie in het Roger Raveelmuseum in Machelen-aan-de-Leie.